# Antena d'espira

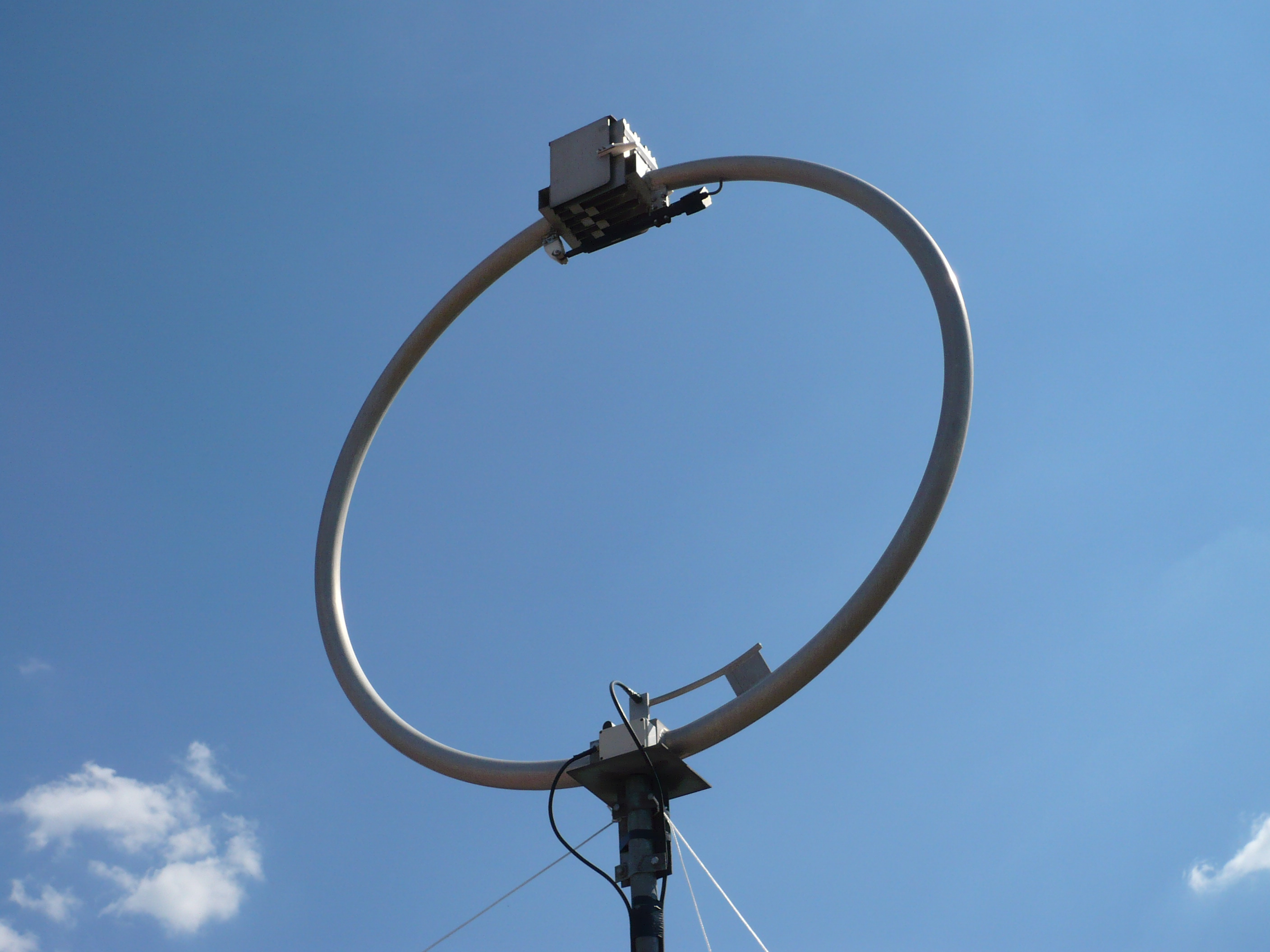
Antena d'Espira curta (magnètica) de Ciro Mazzoni (Model midi de 20 a 80m longitud d'ona).

Una antena d'espira és, com el nom ho indica, una antena formada per una espira que actua com a conductor. Es pot considerar com un dipol amb els braços replegats fins a formar una espira circular. Totes les antenes d'espira són fortament direccionals, la direcció privilegiada és al pla de l'espira, mentre que la recepció és mínima en la direcció perpendicular al pla de l'espira. Les antenes d'espira, en ser fortament direccionals, permeten fer goniometria i radiolocalització. Per triangulació, amb dues o tres mesures d'angles és possible localitzar un transmissor.

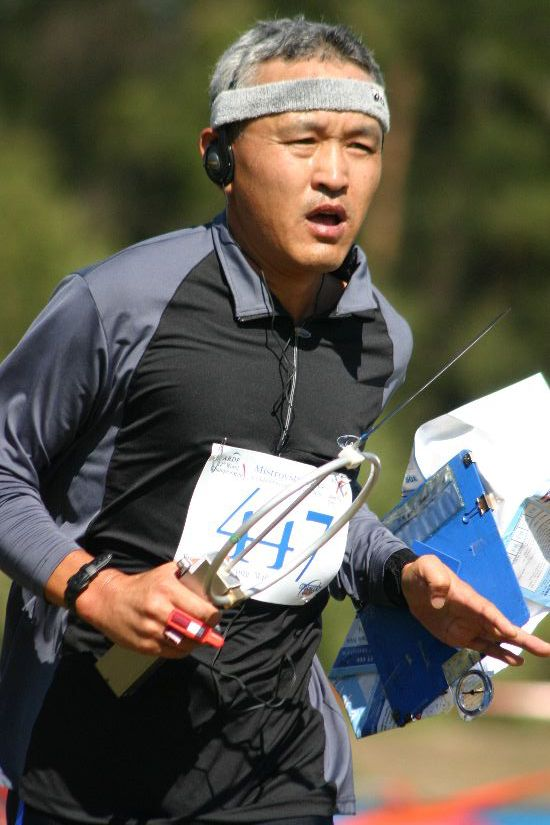
Antena d'espira usat en l'esport de orientació per ràdio, banda de 80m

Es distingeixen dos tipus d'antenes espira: aquelles en les quals la circumferència de l'espira és de l'ordre de la longitud d'ona de recepció, i aquelles en les quals la circumferència de l'espira és menor a un quart de la longitud d'ona de recepció : anomenades antenes d'espira curta. La majoria de les antenes d'espira utilitzades en recepció, són d'un dècim de la longitud d'ona. L
- Antenes d'espira curta: Les antenes d'espira curta són anomenades també antenes magnètiques, perquè són més sensibles a la component de l'ona electromagnètica. La tensió en borns d'una antena d'espira curta pot ser fortament augmentada, si es porta l'antena a la seva ressonància amb l'ajuda d'un condensador variable. Com l'antena d'espira curta és petita respecte a la longitud d'ona, el corrent a l'antena està pràcticament en fase. Per tant, les ones que travessen l'antena perpendicularment al pla de l'espira s'anul·laran les unes a les altres, mentre que aquelles que la travessen paral·lelament al pla de l'espira causaran un corrent màxim. Aquest comportament és oposat al de les antenes d'espira de dimensions de l'ordre de la longitud d'ona.
- Antenes d'espira normal: Les antenes d'espira normals es comporten de manera similar al dipol, exceptuant el fet que els extrems del dipol es toquen. La geometria pot ser variable: un cercle, un triangle (s'anomenen antenes Delta), un quadrat i fins i tot un octògon. Les antena d'espira de geometria circular tenen un guany major que les altres formes, ja que el guany de l'antena és directament proporcional a l'àrea delimitada. No obstant això, les antenes circulars són difícils de construir si el conductor no és rígid. Per aquesta raó, les antenes amb geometria de quadrats o triangles són comunes. Donada la seva directivitat, les antenes d'espira són immunes al soroll. La seva sensibilitat màxima se situa en el pla de l'espira, mentre que la sensibilitat mínima es troba en el pla paral·lel a l'espira.
- Antenes per a ona mitjana: Les antenes d'espira per ones mitjanes necessiten captar ones de gran longitud d'ona. Per aquesta raó, de vegades és necessari utilitzar diverses espires. La sintonia es fa amb un condensador variable.